# 朱瑞墀
朱瑞墀（1862年—1934年3月5日），号凤楼，安徽人。中华民国的新疆官员。

## 生平
朱瑞墀是清朝廪生。1917年1月，朱瑞墀任新疆喀什噶尔道尹，后来又调任阿克苏专员。1932年，朱瑞墀兼任第一师师长，赴哈密圍剿和加尼牙孜。此后他又调任新疆省财政厅厅长。1933年12月，新疆督办盛世才任命朱瑞墀为新疆省政府主席。1934年3月，朱瑞墀病逝。